# Павутинник
Павутинник (Cortinarius) — рід грибів родини павутинникові (Cortinariaceae). Назва вперше опублікована 1821 року.

## Будова
Характерною собливістю цього роду є колір молодих і зрілих особин, наявність швидко зникаючого бузкового пігменту.

## Практичне використання
Серед павутинників є смертельно отруйні гриби (Cortinarius rubellus, Cortinarius orellanus, однак зустрічаються і їстівні (Cortinarius praestans, Cortinarius caperatus). Деякі види павутинника плутають з їстівними рядовками.
Містить токсин ореланін названий в честь отруйного виду Cortinarius orellanus.

## Систематика
База даних Species Fungorum станом на 10.10.2019 налічує 3157 види роду Cortinarius (докладніше див. Список видів роду павутинник).

## Галерея

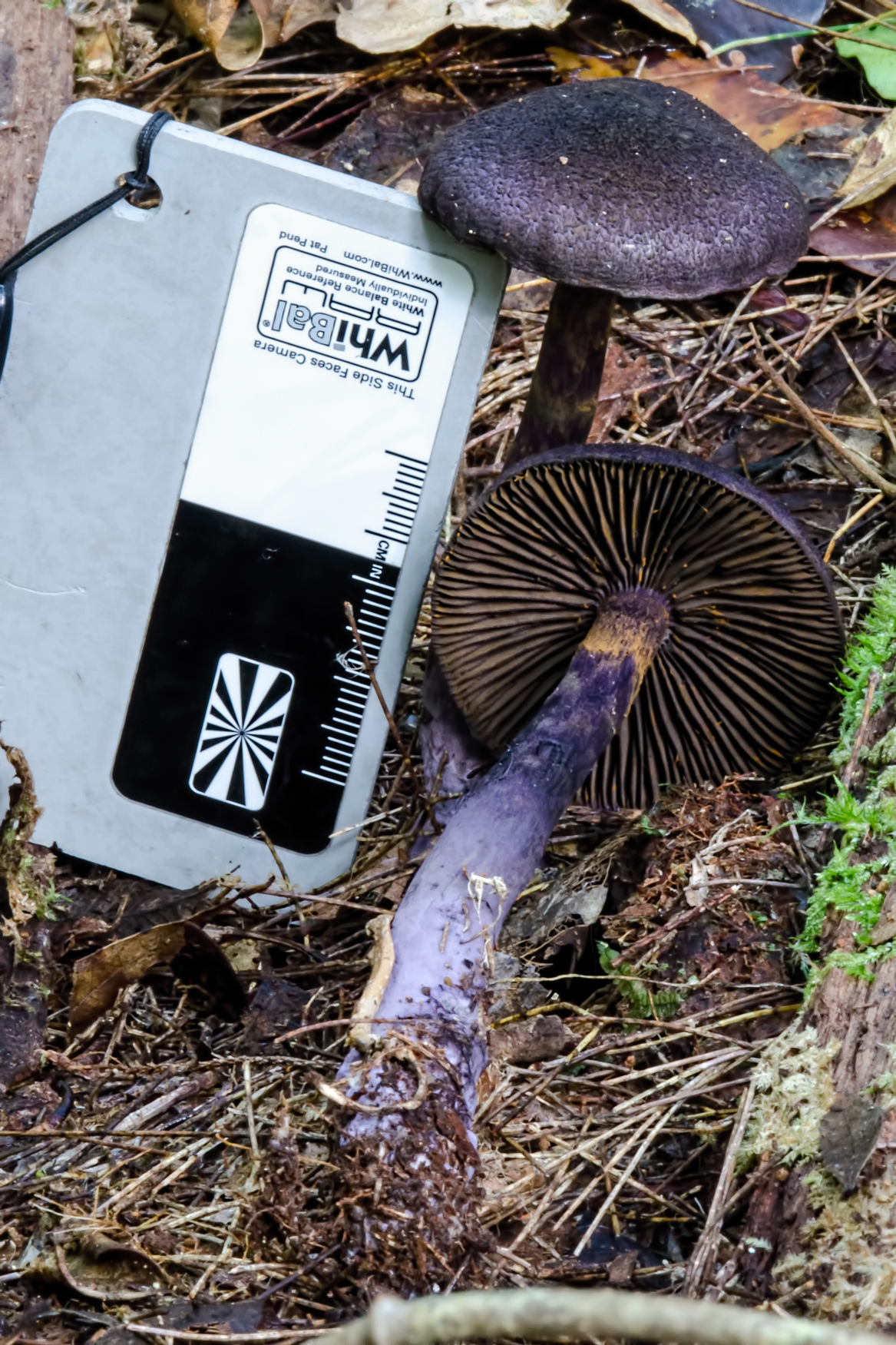
Cortinarius kioloensis
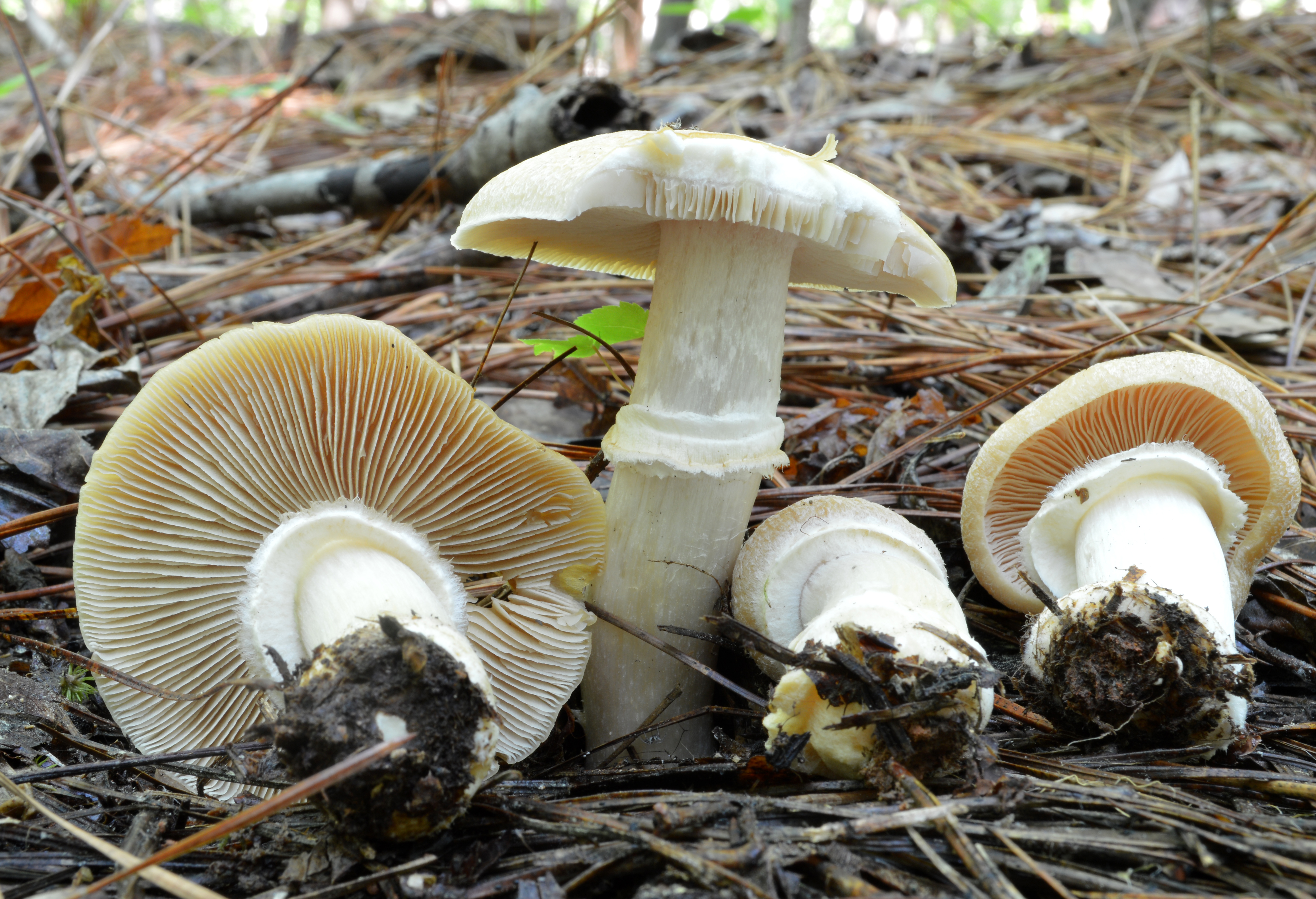
Cortinarius caperatus
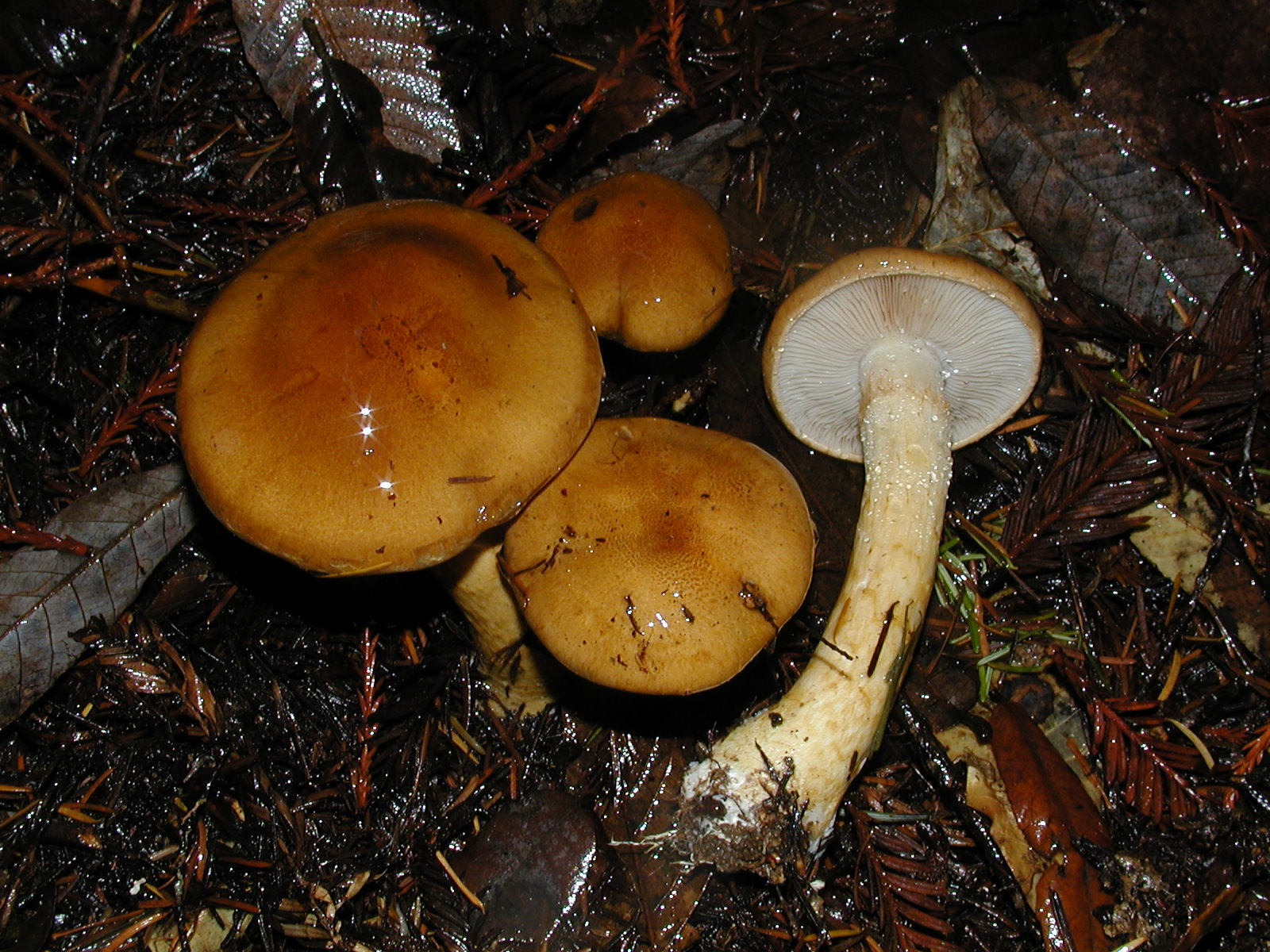
Cortinarius mucosus